# Élections municipales de 2017 à Sherbrooke
Les élections municipales de 2017 à Sherbrooke se déroulent le 5 novembre 2017.

## Résultats[1]

### Mairie
- Maire sortant : Bernard Sévigny

| Parti                             | Parti                             | Candidats                         | Voix    | %     |
| --------------------------------- | --------------------------------- | --------------------------------- | ------- | ----- |
|                                   | Indépendant                       | Steve Lussier                     | 22 789  | 43,54 |
|                                   | Renouveau sherbrookois            | Bernard Sévigny                   | 16 821  | 32,14 |
|                                   | Sherbrooke Citoyen                | Hélène Pigot                      | 11 299  | 21,59 |
|                                   | Indépendant                       | Denis Pellerin                    | 947     | 1,81  |
|                                   | Indépendant                       | Patrick Tétreault                 | 481     | 0,92  |
|                                   |                                   |                                   |         |       |
| Votes valides                     | Votes valides                     | Votes valides                     | 52 337  | 98,65 |
| Bulletins rejetés                 | Bulletins rejetés                 | Bulletins rejetés                 | 715     | 1,35  |
| Total                             | Total                             | Total                             | 53 052  | 100   |
| Abstention                        | Abstention                        | Abstention                        | 67 957  | 56,16 |
| Nombre d'inscrits / participation | Nombre d'inscrits / participation | Nombre d'inscrits / participation | 121 009 | 43,84 |

### Districts électoraux

#### Résumé
| Parti                             | Parti                             | Candidats                         | Voix    | %     | Sièges |
| --------------------------------- | --------------------------------- | --------------------------------- | ------- | ----- | ------ |
|                                   | Renouveau sherbrookois            | 14                                | 11 701  | 22,42 | 2      |
|                                   | Sherbrooke citoyen                | 16                                | 11 042  | 21,16 | 1      |
|                                   | Indépendants                      | 25                                | 29 452  | 56,43 | 11     |
|                                   |                                   |                                   |         |       |        |
| Votes valides                     | Votes valides                     | Votes valides                     | 52 195  | 98,38 |        |
| Bulletins rejetés                 | Bulletins rejetés                 | Bulletins rejetés                 | 857     | 1,62  |        |
| Total                             | Total                             | Total                             | 53 052  | 100   | 14     |
| Abstention                        | Abstention                        | Abstention                        | 67 957  | 56,16 |        |
| Nombre d'inscrits / participation | Nombre d'inscrits / participation | Nombre d'inscrits / participation | 121 009 | 43,84 |        |

#### Résultats individuels

##### Arrondissement 1
| Candidat                                | Candidat                                | Parti                                   | Voix  | %     |
| --------------------------------------- | --------------------------------------- | --------------------------------------- | ----- | ----- |
|                                         | Pierre Tremblay                         | Indépendant                             | 2 148 | 51,42 |
|                                         | Diane Délisle (Sortante)                | Renouveau sherbrookois                  | 1 430 | 34,24 |
|                                         | Danielle Gentès                         | Sherbrooke citoyen                      | 599   | 14,34 |
| Total                                   | Total                                   | Total                                   | 4 177 | 100%  |
| Nombre d'inscrits/Taux de participation | Nombre d'inscrits/Taux de participation | Nombre d'inscrits/Taux de participation | 9 193 | 45,44 |

| Candidat                                | Candidat                                | Parti                                   | Voix  | %     |
| --------------------------------------- | --------------------------------------- | --------------------------------------- | ----- | ----- |
|                                         | Annie Godbout (Sortante)                | Indépendante                            | 2 990 | 63,92 |
|                                         | Bruno Vachon                            | Renouveau sherbrookois                  | 1 259 | 26,91 |
|                                         | Alissia Beauregard                      | Sherbrooke citoyen                      | 429   | 9,17  |
| Total                                   | Total                                   | Total                                   | 4 678 | 100%  |
| Nombre d'inscrits/Taux de participation | Nombre d'inscrits/Taux de participation | Nombre d'inscrits/Taux de participation | 9 753 | 47,96 |

| Candidat                                | Candidat                                | Parti                                   | Voix  | %     |
| --------------------------------------- | --------------------------------------- | --------------------------------------- | ----- | ----- |
|                                         | Julien Lachance (Sortant)               | Indépendant                             | 2 365 | 54,80 |
|                                         | Christelle Lefèvre                      | Indépendante                            | 1 079 | 25,00 |
|                                         | Nathalie Ramonda                        | Indépendante                            | 394   | 9,13  |
|                                         | Sébastien Aubé                          | Renouveau sherbrookois                  | 357   | 8,27  |
|                                         | Mohamed Barouti                         | Sherbrooke citoyen                      | 121   | 2,80  |
| Total                                   | Total                                   | Total                                   | 4 316 | 100%  |
| Nombre d'inscrits/Taux de participation | Nombre d'inscrits/Taux de participation | Nombre d'inscrits/Taux de participation | 9 246 | 46,68 |

| Candidat                                | Candidat                                | Parti                                   | Voix  | %     |
| --------------------------------------- | --------------------------------------- | --------------------------------------- | ----- | ----- |
|                                         | Nicole Bergeron (Sortante)              | Indépendante                            | 2 248 | 84,64 |
|                                         | Mélanie Lemay                           | Renouveau sherbrookois                  | 219   | 8,25  |
|                                         | Raymond Gaudreault                      | Sherbrooke citoyen                      | 189   | 7,12  |
| Total                                   | Total                                   | Total                                   | 2 656 | 100%  |
| Nombre d'inscrits/Taux de participation | Nombre d'inscrits/Taux de participation | Nombre d'inscrits/Taux de participation | 5 218 | 50,90 |

##### Arrondissement 2
| Candidat                                | Candidat                                | Parti                                   | Voix  | %     |
| --------------------------------------- | --------------------------------------- | --------------------------------------- | ----- | ----- |
|                                         | Rémi Demers (Sortant)                   | Indépendant                             | 2 149 | 60,54 |
|                                         | Geneviève Hébert                        | Renouveau sherbrookois                  | 788   | 22,20 |
|                                         | André Poulin                            | Sherbrooke citoyen                      | 613   | 17,27 |
| Total                                   | Total                                   | Total                                   | 3 550 | 100%  |
| Nombre d'inscrits/Taux de participation | Nombre d'inscrits/Taux de participation | Nombre d'inscrits/Taux de participation | 8 297 | 42,79 |

| Candidat                                | Candidat                                | Parti                                   | Voix  | %     |
| --------------------------------------- | --------------------------------------- | --------------------------------------- | ----- | ----- |
|                                         | Danielle Berthold (Sortante)            | Renouveau sherbrookois                  | 1 572 | 40,19 |
|                                         | Pascal Cyr                              | Indépendant                             | 1 295 | 33,11 |
|                                         | Richard Vachon                          | Sherbrooke citoyen                      | 1 044 | 26,69 |
| Total                                   | Total                                   | Total                                   | 3 911 | 100%  |
| Nombre d'inscrits/Taux de participation | Nombre d'inscrits/Taux de participation | Nombre d'inscrits/Taux de participation | 8 302 | 47,11 |

| Candidat                                | Candidat                                | Parti                                   | Voix  | %     |
| --------------------------------------- | --------------------------------------- | --------------------------------------- | ----- | ----- |
|                                         | Vincent Boutin (Sortant)                | Renouveau sherbrookois                  | 1 145 | 38,27 |
|                                         | Christine Labrie                        | Sherbrooke citoyen                      | 1 088 | 36,36 |
|                                         | Éric Blanc                              | Indépendant                             | 759   | 25,37 |
| Total                                   | Total                                   | Total                                   | 2 992 | 100%  |
| Nombre d'inscrits/Taux de participation | Nombre d'inscrits/Taux de participation | Nombre d'inscrits/Taux de participation | 8 362 | 35,78 |

| Candidat                                | Candidat                                | Parti                                   | Voix  | %     |
| --------------------------------------- | --------------------------------------- | --------------------------------------- | ----- | ----- |
|                                         | Pierre Avard                            | Indépendant                             | 1 145 | 36,52 |
|                                         | Ludovick Nadeau                         | Sherbrooke citoyen                      | 924   | 29,47 |
|                                         | Mariette Fugère                         | Renouveau sherbrookois                  | 880   | 28,07 |
|                                         | Maxim Beauregard-Dionne                 | Indépendant                             | 186   | 5,93  |
| Total                                   | Total                                   | Total                                   | 3 135 | 100%  |
| Nombre d'inscrits/Taux de participation | Nombre d'inscrits/Taux de participation | Nombre d'inscrits/Taux de participation | 8 543 | 36,70 |

##### Arrondissement 3
| Candidat                                | Candidat                                | Parti                                   | Voix  | %     |
| --------------------------------------- | --------------------------------------- | --------------------------------------- | ----- | ----- |
|                                         | Claude Charron                          | Indépendant                             | 903   | 51,54 |
|                                         | Linda Boulanger                         | Indépendante                            | 482   | 27,51 |
|                                         | Michael Labarre                         | Sherbrooke citoyen                      | 196   | 11,19 |
|                                         | François-René Montpetit                 | Renouveau sherbrookois                  | 89    | 5,08  |
|                                         | Roy Patterson                           | Indépendant                             | 82    | 4,68  |
| Total                                   | Total                                   | Total                                   | 1 752 | 100%  |
| Nombre d'inscrits/Taux de participation | Nombre d'inscrits/Taux de participation | Nombre d'inscrits/Taux de participation | 4 118 | 42,54 |

###### Conseillers d'arrondissement
| Candidat                                | Candidat                                | Parti                                   | Voix  | %     |
| --------------------------------------- | --------------------------------------- | --------------------------------------- | ----- | ----- |
|                                         | Jennifer Garfat                         | Indépendante                            | 435   | 42,36 |
|                                         | Gabrielle Gagnon                        | Sherbrooke citoyen                      | 314   | 30,57 |
|                                         | Daniel Pellerin                         | Indépendant                             | 278   | 27,07 |
| Total                                   | Total                                   | Total                                   | 1 027 | 100%  |
| Nombre d'inscrits/Taux de participation | Nombre d'inscrits/Taux de participation | Nombre d'inscrits/Taux de participation | 2 277 | 45,10 |

| Candidat                                | Candidat                                | Parti                                   | Voix  | %     |
| --------------------------------------- | --------------------------------------- | --------------------------------------- | ----- | ----- |
|                                         | Bertrand Collins                        | Indépendant                             | 408   | 58,04 |
|                                         | Vicky Poirier                           | Sherbrooke citoyen                      | 295   | 41,96 |
| Total                                   | Total                                   | Total                                   | 703   | 100%  |
| Nombre d'inscrits/Taux de participation | Nombre d'inscrits/Taux de participation | Nombre d'inscrits/Taux de participation | 1 841 | 38,19 |

##### Arrondissement 4
| Candidat                                | Candidat                                | Parti                                   | Voix  | %     |
| --------------------------------------- | --------------------------------------- | --------------------------------------- | ----- | ----- |
|                                         | Paul Gingues                            | Indépendant                             | 1 921 | 43,94 |
|                                         | Julie Dionne                            | Sherbrooke citoyen                      | 1 462 | 33,44 |
|                                         | Nicole A. Gagnon                        | Renouveau sherbrookois                  | 989   | 22,62 |
| Total                                   | Total                                   | Total                                   | 4 373 | 100%  |
| Nombre d'inscrits/Taux de participation | Nombre d'inscrits/Taux de participation | Nombre d'inscrits/Taux de participation | 9 912 | 44,12 |

| Candidat                                | Candidat                                | Parti                                   | Voix  | %     |
| --------------------------------------- | --------------------------------------- | --------------------------------------- | ----- | ----- |
|                                         | Karine Godbout                          | Indépendante                            | 1 466 | 44,67 |
|                                         | Edwin Moreno                            | Sherbrooke citoyen                      | 796   | 24,25 |
|                                         | Robert Y. Pouliot (Sortant)             | Renouveau sherbrookois                  | 637   | 19,41 |
|                                         | Guy Couture                             | Indépendant                             | 383   | 11,67 |
| Total                                   | Total                                   | Total                                   | 3 282 | 100%  |
| Nombre d'inscrits/Taux de participation | Nombre d'inscrits/Taux de participation | Nombre d'inscrits/Taux de participation | 9 918 | 33,09 |

| Candidat                                | Candidat                                | Parti                                   | Voix  | %     |
| --------------------------------------- | --------------------------------------- | --------------------------------------- | ----- | ----- |
|                                         | Chantal L'Espérance (Sortante)          | Indépendante                            | 1 253 | 36,26 |
|                                         | Raïs Kibonge M.                         | Sherbrooke citoyen                      | 1 053 | 30,47 |
|                                         | Sylvain Raby                            | Renouveau sherbrookois                  | 559   | 16,17 |
|                                         | Éric La Chapelle                        | Indépendant                             | 410   | 11,86 |
|                                         | Hubert Richard                          | Indépendant                             | 181   | 5,24  |
| Total                                   | Total                                   | Total                                   | 3 456 | 100%  |
| Nombre d'inscrits/Taux de participation | Nombre d'inscrits/Taux de participation | Nombre d'inscrits/Taux de participation | 9 567 | 36,12 |

| Candidat                                | Candidat                                | Parti                                   | Voix   | %     |
| --------------------------------------- | --------------------------------------- | --------------------------------------- | ------ | ----- |
|                                         | Marc Denault                            | Indépendant                             | 3 389  | 63,50 |
|                                         | Christine Ouellet                       | Renouveau sherbrookois                  | 968    | 18,14 |
|                                         | Laurie Bush                             | Sherbrooke citoyen                      | 506    | 9,48  |
|                                         | François Proulx                         | Indépendant                             | 474    | 8,88  |
| Total                                   | Total                                   | Total                                   | 5 337  | 100%  |
| Nombre d'inscrits/Taux de participation | Nombre d'inscrits/Taux de participation | Nombre d'inscrits/Taux de participation | 10 420 | 51,22 |

| Candidat                                | Candidat                                | Parti                                   | Voix   | %     |
| --------------------------------------- | --------------------------------------- | --------------------------------------- | ------ | ----- |
|                                         | Évelyne Beaudin                         | Sherbrooke citoyen                      | 2 042  | 43,16 |
|                                         | Pierre Tardif (Sortant)                 | Indépendant                             | 1 853  | 39,17 |
|                                         | Nadia Choubane                          | Renouveau sherbrookois                  | 836    | 17,67 |
| Total                                   | Total                                   | Total                                   | 4 731  | 100%  |
| Nombre d'inscrits/Taux de participation | Nombre d'inscrits/Taux de participation | Nombre d'inscrits/Taux de participation | 10 160 | 46,56 |